# Maciço da Tijuca
Maciço da Tijuca ou Maciço da Pedra Branca consiste em blocos soerguidos durante o Cenozoico, paralelamente as cadeias montanhosas da Serra do Mar e da Mantiqueira. Os maciços costeiros são remanescentes de uma antiga borda meridional do Gráben da Guanabara, antes inserida no Planalto Atlântico que foi intensamente intemperizada.